# 金弘
金 弘（きん こう）は、紀元前1世紀、中国の前漢王朝につかえた官人である。
『史記』によると金日磾の子で、父を嗣いで秺侯になり、奉車都尉として宣帝に仕えた。
しかし『漢書』には、金日磾の子で父を嗣いで秺侯となり、奉車都尉として昭帝につかえた金賞が見える。『漢書』は金日磾に金賞と金建の二子があったと記すが、金弘には言及しない。奉車都尉はともかく、金日磾の跡継ぎの秺侯は一人しかいないはずである。